# Ricetta (medicina)
Una prescrizione medica, comunemente detta ricetta (in sigla anche ℞ o Rx), è un documento redatto da un medico, o altro operatore sanitario qualificato, sotto forma di istruzioni che regolano il piano assistenziale di un singolo paziente o animale.
Il termine si riferisce spesso all'autorizzazione scritta di un operatore sanitario affinché un paziente acquisti un farmaco su prescrizione.
Ogni ricetta contiene chi ha prescritto la prescrizione, per chi è valida e cosa è prescritto. Secondo alcune giurisdizioni, alcuni tipi di farmaci o gruppi di pazienti richiedono indicazioni aggiuntive.

## Storia
Il concetto di prescrizione risale all'inizio della storia: da quando esistono i farmaci ed un sistema di scrittura per le indicazioni per la preparazione e l'uso, esistono le prescrizioni.
Le prescrizioni moderne sono in realtà prescrizioni estemporanee, nel senso che la prescrizione è scritta sul posto, per uno specifico paziente con una specifica malattia. Le moderne prescrizioni si sono evolute con la separazione della figura del farmacista da quella del medico.
Il simbolo "℞", a volte traslitterato come "Rx" o "Rx", è registrato nei manoscritti del XVI secolo come abbreviazione del comando «prendi!», dal tardo latino recipe (seconda persona singolare dell'imperativo recipere, che significa "ricevere"): le prescrizioni medievali iniziavano con l'istruzione al farmacista da parte del medico di "prendere" determinati materiali e di combinarli in modi specifici.
Originariamente abbreviato Rc, la successiva convenzione di usare una barra per indicare l'abbreviazione (come ad esempio per £ e $) ha dato come risultato una R con un tratto attraverso la "gamba" destra: la traslitterazione come Rx è quindi onnipresente ma errata, in quanto non vi è una x.
La ricetta elettronica o dematerializzata contiene le stesse informazioni della ricetta cartacea tradizionale, ma presenta il vantaggio di non doversi necessariamente recare di persona dal medico di famiglia. Il medico prescrittore può salvare la ricetta da remoto e comunicarne al paziente -anche tramite SMS o e-mail generati automaticamente dal software il numero identificativo - che, munito di tessera sanitaria, può ritirare in farmacia il farmaco prescritto o prenotare l'esame specialistico. Tale strumento è stato inserito nel Decreto Milleproroghe per tutto il 2024, dopo essersi rivelato utilissimo nel snellire le code negli ambulatori e nel velocizzare le pratiche di rilascio, specialmente nelle regioni in cui il numero di medici di famiglia è particolarmente basso in proporzione alla popolazione residente. La ricetta elettronica dematerializzata è attiva in tutte le regioni.
Al 2023, alcune regioni (come Lombardia, Veneto e Liguria) hanno completamente sostituito le ricette cartacee con quelle dematerializzate sia per i farmaci a carico del Servizio Sanitario Nazionale che per quelli a carico degli utenti. Non è più necessario stampare le ricette in farmacia né fornire un codice identificativo; mediante la tessera sanitaria del paziente qualunque farmacista della regione può visualizzare a terminale tutte le sue prescrizioni di farmaci e esami.
Al 2024 la dematerializzazione della ricetta rossa è stata completata in tutte le regioni italiane.
L'art. 57 della Finanziaria del 2024 prevede anche la dematerializzazione delle ricette bianche da effettuarsi a carico delle regioni, senza oneri per lo Stato. Il numero Nre identificativo di queste ricette sarà univoco a livello nazionale e consentirà l'acquisto dei farmaci di fascia C (quelli a carico del cittadino) anche fuori dalla regione di residenza. La FNOMCeO ha espresso perplessità sulla tenuta del sistema informatico, dati i blocchi registrati ad ottobre e novembre 2024, oltre alla necessità di garantire l'assistenza sanitaria anche nelle zone vittime del divario digitale dove le linee elettroniche non sono stabili o non esistono affatto.

## Caratteristiche
Una prescrizione tradizionale è composta da quattro parti: una intestazione, uno scritto, una sottoscrizione e una firma.
La sezione dell'intestazione contiene la data della prescrizione e le informazioni sul paziente (nome, indirizzo, età, ecc.).
Il simbolo "℞" separa l'intestazione dalla sezione dello scritto. La sezione dello scritto definisce qual è il farmaco; era composta da:
- curo: una base o ingrediente principale destinato a curare
- cito: un coadiuvante per assecondarne l'azione e farlo agire rapidamente
- tuto: un correttivo per prevenire o ridurre qualsiasi effetto indesiderato
- jucunde: un veicolo o eccipiente per renderlo adatto alla somministrazione e gradevole al paziente

La sezione della sottoscrizione contiene le indicazioni di erogazione al farmacista; potrebbe trattarsi di istruzioni sulla composizione o della quantità.
La sezione della firma contiene le indicazioni per il paziente ed è spesso abbreviata "Sig." O "Signa.", dal latino signāre, imperativo per «scrivi», «annota!»; contiene anche la firma del medico curante, sebbene la parola "firma" abbia qui due significati distinti e le abbreviazioni siano talvolta usate per evitare confusione.